# تيد بورجين
تيد بورجين (بالإنجليزية: Ted Burgin)‏ مواليد 29 أبريل 1927 في جنوب يوركشير، إنجلترا - الوفاة 26 مارس 2019، كان لاعب ومدرب كرة قدم إنجليزي كان يلعب كحارس مرمى. سبق له أن لعب في كأس العالم لكرة القدم مع منتخب بلاده.

## المسيرة الاحترافية

### أندية لعب لها
- شيفيلد يونايتد
- نادي دونكاستر روفرز
- ليدز يونايتد
- نادي روتشديل

## روابط خارجية
- تيد بورجين على موقع الاتحاد الدولي (مؤرشف)  (الإنجليزية)
- تيد بورجين على موقع قاعدة بيانات كرة القدم.إي يو (الإنجليزية)
- تيد بورجين على موقع Soccerway.com (الإنجليزية)
- تيد بورجين على موقع عالم كرة القدم.نت (الإنجليزية)